# ولورکونم
ولورکونم (به انگلیسی: Velloorkunnam) یک روستا در هند است که در Ernakulam district واقع شده‌است.

## خصوصیات
ولورکونم ۱۰٬۳۵۳ نفر جمعیت دارد.